# Atalotriccus pilaris
Az Atalotriccus pilaris a madarak (Aves) osztályának verébalakúak (Passeriformes) rendjébe, ezen belül a királygébicsfélék (Tyrannidae) családjába tartozó Atalotriccus nem egyetlen faja.

## Rendszerezése
A fajt Jean Cabanis német ornitológus írta le 1847-ben, a Colopterus nembe Colopterus pilaris néven. Besorolása vitatott, egyes rendszerezők sorolták a Lophotriccus nembe, Lophotriccus pilaris néven, de helyezik az Oncostoma nembe Oncostoma pilaris néven is.

## Alfajai
- Atalotriccus pilaris griseiceps (Hellmayr, 1911)
- Atalotriccus pilaris pilaris (Cabanis, 1847)
- Atalotriccus pilaris venezuelensis Ridgway, 1906
- Atalotriccus pilaris wilcoxi Griscom, 1924[1]

## Előfordulása
Panama, Brazília, Kolumbia, Guyana és Venezuela területén honos. Természetes élőhelyei a szubtrópusi és trópusi síkvidéki esőerdők, száraz erdők és cserjések. Állandó, nem vonuló faj.

## Megjelenése
Testhossza 9 centiméter.

## Életmódja
Rovarokkal táplálkozik.

## Természetvédelmi helyzete
Az elterjedési területe nagyon nagy, egyedszáma pedig stabil. A Természetvédelmi Világszövetség Vörös listáján nem fenyegetett fajként szerepel.